# Tatiana Lavrova
Tatiana Vladimirovna Lavrova (ryska: Татьяна Владимировна Лаврова), född 1949, är en rysk botaniker.
Auktorsnamnet Lavrova kan användas för Tatiana Lavrova i samband med ett vetenskapligt namn inom botaniken; se Wikipediaartiklar som länkar till auktorsnamnet.